# I Feel You
Singles de Depeche Mode
World in My Eyes
(1990) Walking in My Shoes
(1993)
Pistes de Songs of Faith and Devotion
Walking In My Shoes
I Feel You est une chanson du groupe Depeche Mode composée par Martin Gore et chantée par Dave Gahan qui figure sur l'album Songs of Faith and Devotion. C'est le 27e single de DM, sorti par Mute Records le 15 février 1993 avec One Caress en face B. Il précède d'un peu plus d'un mois la sortie de l'album.
La chanson se classa n°8 au Royaume-Uni et atteint aux États-Unis la 1re place du Modern Rock Tracks et la 3e dans le Hot Dance Music/Club Play charts. Ce single demeure à ce jour (même si cela n'est pas toujours su) l'un des plus grands succès internationaux du groupe, ayant atteint le Top 10 dans de nombreux pays à travers le monde. Aux États-Unis, il a été certifié or par la RIAA le 4 mai 1993 pour s'être vendu à au moins 500 000 exemplaires.

## Informations
I Feel You montre une orientation plus rock de Depeche Mode, avec l'usage de plus d'instruments non-électroniques que précédemment. Par exemple, Alan Wilder joue de la batterie, et Martin Gore la guitare, mais il y a toujours de l'électronique avec le bruit strident du début qui apparaît d'autres fois dans la chanson.
Le thème de la chanson tourne autour de la sensualité même si beaucoup d'interprétations peuvent être faites ; il évoque en tout cas la « connexion » entre deux individus.
La version du vinyle 7" est la même que la version album. Le Throb Mix est le remix de la version du vinyle 12", mais n'a pas les paroles au complet. Une partie du Swamp Mix est utilisée en interlude sur l'album Songs of Faith and Devotion juste entre Get Right With Me et Rush ; ceci a aussi été utilisé pour l'intro de la version live de I Feel You jouée sur les tournées Devotional et Exotic. La version live est plus longue, une a été enregistrée au Stade Couvert Régional de Liévin et se trouve sur l'album Songs of Faith and Devotion Live. Le titre a, depuis son apparition, toujours été joué par le groupe en tournée, c'est devenu l'un des hits incontournables de DM aux côtés de Never Let Me Down Again, Personal Jesus, Enjoy the Silence et Walking in My Shoes.
La face B est One Caress, chantée par Martin Gore et aussi présente sur l'album Songs of Faith and Devotion. Aux États-Unis, Sire/Reprise a sorti One Caress comme un single promotionnel. Une version de celle-ci contient l'originale. L'autre contient celle de l'album Songs of Faith and Devotion Live. Il n'existe pas de version remixée de cette chanson.
Sur la jaquette de I Feel You, l'on peut voir quatre symboles, chacun incarnant un membre du groupe. Afin de deviner à qui correspond chaque symbole, il y a un chiffre sur le coin à droite de chaque symbole qui correspond en fait à la date de naissance de chacun des membres du groupe. L'on peut aussi à cet effet comparer les symboles avec ceux de la jaquette de Songs of Faith and Devotion où tous les membres de DM sont superposés dessus. Ainsi, le symbole en haut à gauche correspond à Alan Wilder, celui du haut à droite à Dave Gahan, celui en bas à gauche à Martin Gore, et enfin celui en bas à droite à Andrew Fletcher.

### Clips musicaux
Le clip de I Feel You a été réalisé par Anton Corbijn. La femme présente dans la vidéo est l'actrice britannique Lysette Anthony. On voit cette dernière se déshabillant petit à petit devant quelqu'un tandis que l'on voit Dave Gahan chanter dans des lieux différents seul ou avec le groupe. À la fin du clip, avec l'effet champ-contrechamp utilisé, on peut deviner que la personne devant qui la femme se déshabille est Dave Gahan. Il existe aussi un clip pour One Caress, il fut réalisé par Kevin Kerslake et a été réalisé pendant l'une des journées de repos du Devotional Tour aux États-Unis. C'était un clip promotionnel qui fut disponible plus tard sur la compilation The Videos 86>98 mais aussi sur l'édition DVD du concert Devotional. Avant son incorporation sur The Videos 86>98, le clip de One Caress était cependant régulièrement diffusé dans une des émissions de rock alternatif de MTV et sur Sky-1.
Le clip de I Feel You a été nommé aux MTV Video Music Awards du 2 septembre 1993.

## Liste des chansons
- Toutes les chansons sont l'œuvre de Martin L. Gore.

| Vinyle 7"Mute / Bong21 : 1. I Feel You — 4:34 2. One Caress — 3:30 Vinyle 12"Mute / 12Bong21 : 1. I Feel You (Throb Mix) — 6:47 (remixé par Mark Stent) 2. I Feel You — 4:34 3. I Feel You (Babylon Mix) — 7:53 (remixé par Supereal et John Crossley) 4. One Caress — 3:30 Vinyle 12"Mute / L12Bong21 : 1. I Feel You (Life's Too Short Mix) — 8:35 (remixé par Brian Eno) 2. I Feel You (Swamp Mix) — 7:28 (remixé par[Brian Eno) 3. I Feel You (Afghan Surgery Mix) — 4:58 (remixé par Danny Briottet) 4. I Feel You (Helmet At The Helmet Mix) — 6:41 (remixé par Mark Stent) CDMute / CDBong21 : 1. I Feel You — 4:34 2. One Caress — 3:30 3. I Feel You (Throb Mix) — 6:47 4. I Feel You (Babylon Mix) — 7:53 CDMute / LCDBong21 : 1. I Feel You (Life's Too Short Mix) — 8:35 2. I Feel You (Swamp Mix) — 7:28 3. I Feel You (Afghan Surgery Mix) — 4:58 4. I Feel You (Helmet at the Helm Mix) — 6:41 Promo Vinyle 12"Mute / P12Bong21 : 1. I Feel You (Throb Mix) — 6:47 (remixé par Mark Stent) 2. I Feel You — 4:34 3. I Feel You (Babylon Mix) — 7:53 (remixé par Supereal et John Crossley) 4. One Caress — 3:30 CDMute / CDBong21X : 1. I Feel You — 4:34 2. One Caress — 3:30 3. I Feel You (Throb Mix) — 6:47 4. I Feel You (Babylon Mix) — 7:53 5. I Feel You (Life's Too Short Mix) — 8:35 6. I Feel You (Swamp Mix) — 7:28 7. I Feel You (Afghan Surgery Mix) — 4:58 8. I Feel You (Helmet at the Helm Mix) — 6:41 - Ce CD est la ressortie de 2004. | 12"Sire/Reprise / 40767-0 : 1. I Feel You (Babylon Mix) — 7:53 2. I Feel You (Helmet At The Helm Mix ) — 6:40 3. I Feel You (Afghan Surgery Mix) — 4:58 4. One Caress (Album Version) — 3:32 5. I Feel You (Life's Too Short Mix) — 8:35 6. I Feel You (Swamp Mix) — 7:28 7. I Feel You (Throb Mix) — 6:49 CDSire Reprise / 40767-2 : 1. I Feel You — 4:34 2. One Caress — 3:30 3. I Feel You (Throb Mix) — 6:47 4. I Feel You (Babylon Mix) — 7:53 CDSire Reprise / 40784-2 : 1. I Feel You (Life's Too Short Mix) — 8:35 2. I Feel You (Swamp Mix) — 7:28 3. I Feel You (Afghan Surgery Mix)"— 4:58 4. I Feel You (Helmet at the Helm Mix) — 6:41 (remixé par Mark Stent) Promo 12"Sire/Reprise / PRO-A-6022 : 1. I Feel You (Helmet At The Helm Mix) — 6:40 2. I Feel You (Afghan Surgery Mix) — 4:58 3. I Feel You (Throb Mix ) — 6:49 4. I Feel You (Babylon Mix) — 7:53 5. I Feel You (Life's Too Short Mix ) — 8:35 Promo CDSire/Reprise / PRO-CD-6022 : 1. I Feel You (Single Mix) — 4:35 Promo CDSire/Reprise / PRO-CD-6145 : 1. I Feel You (Intro Edit) — 4:27 - Aux États-Unis, Sire/Reprise a sorti une version Intro Edit de I Feel You exclusive à ce disque promotionnel. La seule différence est que le son de déchirement du début, qui ennuyait quelques radios, était enlevé. |

## Classements
| Classement (1993)                               | Meilleure position |
| ----------------------------------------------- | ------------------ |
| Allemagne (Media Control AG)                    | 4                  |
| Australie (ARIA)                                | 37                 |
| Autriche (Ö3 Austria Top 40)                    | 7                  |
| Belgique (Flandre Ultratop 50 Singles)          | 21                 |
| Belgique (Flandre VRT Top 30)                   | 22                 |
| Canada (100 Hit Tracks)                         | 31                 |
| Espagne (AFYVE)                                 | 1                  |
| États-Unis (Billboard Hot 100)                  | 37                 |
| États-Unis (Cash Box)                           | 37                 |
| États-Unis (Hot Dance Club Play)                | 3                  |
| États-Unis (Hot Dance Music/Maxi-Singles Sales) | 4                  |
| États-Unis (Modern Rock Tracks)                 | 1                  |
| Finlande (Suomen virallinen lista)              | 1                  |
| France (SNEP)                                   | 5                  |
| Irlande (IRMA)                                  | 6                  |
| Italie (FIMI)                                   | 4                  |
| Nouvelle-Zélande (RMNZ)                         | 29                 |
| Pays-Bas (Nederlandse Top 40)                   | 35                 |
| Pays-Bas (Single Top 100)                       | 39                 |
| Pologne (Classements Singles)                   | 1                  |
| Royaume-Uni (UK Singles Chart)                  | 8                  |
| Suède (Sverigetopplistan)                       | 2                  |
| Suisse (Schweizer Hitparade)                    | 4                  |

| Classement (1993) | Position |
| ----------------- | -------- |
| Italie (FIMI)     | 37       |

## Reprises
Cette chanson a été reprise par différents artistes, parmi lesquels :
- Vader (I.F.Y.) sur l'album Future of the Past (1996)
- Apollo 440 sur l'album hommage à Depeche Mode For The Masses (1998)
- Placebo sur le CD bonus accompagnant Sleeping with Ghosts (2004)
- Samael sur l'EP On Earth (2005)
- OBK a mélangé les paroles d'I Feel You avec la musique de Personal Jesus.
- Johnny Marr en single (2015)